# Giovanni Maria Morlaiter
Giovanni Maria Morlaiter (Niederdorf, 15. veljače 1699. – Venecija, 22. veljače 1781.) bio je talijanski kipar rokokoa, odnosno kasnog baroka.

## Djelovanje
Morlaiterova su djela uvelike bila zastupljena na hrvatskoj obali. Najranija su mu djela iz 1729./1730. godine, kipovi izrađeni u crkvi sv. Ignacija u Dubrovniku. Zatim, 1746. kleše tri anđela za crkvu Rođenja Blažene Djevice Marije na Prčanju u Boki kotorskoj.
Godine 1767. dovršava za katedralu u Splitu mramorni oltar-sarkofag sv. Dujma s alegorijskim likovima te reljefom njegova mučenja. U to je vrijeme podigao i tabernakul oltara s mramornim kipovima anđela u benediktinskoj crkvi sv. Marije u Zadru te grobnicu vojnom inženjeru Giovanniju Francescu Rossiniju.
Bio je jedan od osnivača Akademije umjetnosti u Veneciji. Njegov sin Michelangelo je bio slikar, a Gregorio kipar.

## Galerija
- Aron
- Sveti Petar
- Jeronim Emilijani
- Mramorni oltar-sarkofag sv. Dujma

### Članci
- Tomić, Radoslav. 2017. Giovanni Maria Morlaiter u Dalmaciji. 41: 119–139 journal zahtijeva |journal= (pomoć)

### Mrežna sjedišta
- Morlaiter, Giovanni Maria. www.enciklopedija.hr. Pristupljeno 7. lipnja 2023.